# Oliver Pucher
Oliver Pucher (* 22. Juni 1976) ist ein ehemaliger österreichischer Fußballspieler.

## Karriere
Pucher begann seine Karriere beim Klagenfurter AC. Zur Saison 1991/92 kam er in das BNZ Kärnten. Zur Saison 1995/96 wechselte er zum Zweitligisten SAK Klagenfurt. Sein Debüt in der zweiten Liga gab er im November 1995, als er am 15. Spieltag jener Saison gegen die SV Braunau in der 79. Minute für Edi Martini eingewechselt wurde. Für den SAK kam er bis Saisonende zu zwei Zweitligaeinsätzen. Am Ende jener Spielzeit stiegen die Kärntner allerdings in die Regionalliga ab.
Daraufhin wechselte Pucher zur Saison 1996/97 zum FC St. Veit. Zur Saison 1997/98 schloss er sich dem Friesacher AC an, für den er fünf Spielzeiten lang spielte. Zur Saison 2002/03 wechselte er zum ASKÖ Wölfnitz, zur Saison 2003/04 zum Annabichler SV. Nach einem halben Jahr beim ASV kehrte er wieder zu Wölfnitz zurück. In der Saison 2004/05 spielte er für den ASKÖ Köttmannsdorf, ehe er zur Saison 2005/06 ein zweites Mal nach Klagenfurt-Annabichl wechselte.
Zur Saison 2006/07 kehrte Pucher erneut nach Wölfnitz zurück, wo er zu 19 Einsätzen in der sechstklassigen 1. Klasse kam. Zur Saison 2007/08 wechselte er zum HSV Klagenfurt, für den er 51 Mal zum Einsatz kam. Im Jänner 2010 schloss Pucher sich abermals Wölfnitz an und absolvierte 13 weitere Spiele für den Verein. Im Sommer 2010 ging er zum SK Kühnsdorf, für den er 80 Mal spielte. Zur Saison 2013/14 wechselte er ein zweites Mal zum HSV, bei dem er nach 55 weiteren Einsätzen seine Karriere nach der Saison 2015/16 beendete.